# Zack Snyder's Justice League
Cet article concerne la version director's cut. Pour la version cinéma, voir Justice League (film).
Pour la série télévisée, voir La Ligue des justiciers.
Pour plus de détails, voir Fiche technique et Distribution.
Zack Snyder's Justice League — ou plus communément Snyder Cut —, est un film américain réalisé par Zack Snyder et sorti en 2021.
Il s'agit de la version director's cut du film américain Justice League, sorti en 2017, cinquième film du DC Extended Universe et basé sur l'équipe de super-héros éponyme de DC Comics. Il est dédié à la mémoire de la fille du réalisateur, Autumn, décédée en 2017. Une version en noir et blanc est également sortie en 2021 : Zack Snyder's Justice League : Justice is Gray.
Cette nouvelle version a pour particularité de présenter le film original qu'avait imaginé le réalisateur Zack Snyder avant de quitter la production subitement et de laisser la main au réalisateur Joss Whedon pour réécrire et retourner en partie le film, à la demande du studio Warner Bros. Le second réalisateur sera seulement crédité en tant que scénariste lors de la sortie du film en 2017.
Après avoir été annoncé sous la forme d'une mini-série découpée en quatre épisodes en août 2020, le format est finalement abandonné, pour des raisons juridiques. Il sort donc sous la forme d'un film de 4 heures et 2 minutes, une durée record pour un film de super-héros jusque-là détenu par la version longue de Watchmen : Les Gardiens (2009), atteignant 3h30, et également réalisée par Zack Snyder. Il s'agit également du quatrième film de Snyder à bénéficier d'une version director's cut après L'Armée des morts (2004), Watchmen : Les Gardiens et Batman v Superman : l'Aube de la Justice (2016). 
Le film a reçu de très bonnes critiques internationalement,,,,.

## Synopsis
Le film s'ouvre sur la mort de Superman lors de la confrontation contre Doomsday, survenu dans Batman v Superman : l'Aube de la justice. Cet événement provoque le réveil de trois artefacts ancestraux d'une civilisation très puissante : des Boîtes-Mères.
Se sentant coupable de la mort de Superman et pensant qu'une invasion de grande ampleur est imminente, Bruce Wayne commence à recruter des métahumains que Lex Luthor avait repérés afin de protéger la Terre contre les menaces inconnues. Il rencontre d'abord Arthur Curry, alias Aquaman dans un village de pêcheurs islandais et tente de le rallier à sa cause, en vain. Sur leur île natale, les Amazones sont alertées par le réveil d'une Boîte-Mère dans un temple sacré de Themyscira dont elles ont la responsabilité. L'artefact brille de mille feux et provoque l'arrivée du lieutenant Steppenwolf et de plusieurs détachements de Paradémons par un Tunnel Boom (Boom-Tube). À la suite d'une violente confrontation qui coûte la vie à de nombreuses guerrières et fait s'effondrer le temple sacré, Steppenwolf s'empare de sa convoitise et s'enfuit dans une ville abandonnée en Russie pour établir un bastion à l'image de sa planète. Il convoque alors Desaad, le haut conseiller du seigneur Darkseid pour le supplier de demander à leur maître de le laisser rentrer sur Apokolips une fois la Terre conquise. Desaad refuse sèchement la requête car le lieutenant déchu doit encore conquérir 50 000 mondes au nom de son supérieur. À Themyscira, la Reine Hippolyte envoie une flèche d'Artémis enflammer le sanctuaire des Amazones en Grèce dans l'espoir d'alerter sa fille de l'invasion. Diana Prince reçoit le message à Paris et rejoint alors Bruce Wayne à Gotham pour le prévenir de l'invasion et lui parler des envahisseurs.
Plusieurs milliers d'années auparavant, tous les guerriers de la Terre, à savoir les Amazones, les Atlantes et les Humains, menés par les dieux Zeus, Arès et Artémis, ainsi que par le Corps des Green Lantern se sont unis pour faire face à une menace extraterrestre : Darkseid. Ce dernier avait pour projet d'envahir la Terre et de la détruire à l'aide de l'Unité, un outil de destruction issu de la fusion des trois Boîtes-Mères qui devait terraformer la planète sur le modèle de son monde d'origine. L'affrontement est global et Darkseid est finalement vaincu: gravement blessé par Arès, menant à la première défaite des envahisseurs qui laissent derrière eux les Boîtes-Mères. Chacune des trois boîtes est alors confiée à l'un des peuples de la Terre. Les Amazones et les Atlantes ont enfermé leur Boîte dans un bastion tandis que les Humains ont enterré la leur pour qu'aucun d'eux ne soit tenté de l'utiliser contre les autres. Et aujourd'hui, les Boîtes-Mères se sont réveillées et ont attiré la venue des forces d'Apokolips.
De son côté, Arthur apprend de Vulko que la Boîte-Mère d'Atlantis s'est réveillée et que les gardes du bastion se font kidnapper les uns après les autres. D'abord réticent à protéger la nation qui lui a pris sa mère, il décide de rejoindre le bastion alors que Steppenwolf vient d'en exterminer toute la garnison, à l'exception de Mera, qu'il sauve in extremis. Aquaman domine d'abord le combat grâce à son avantage naturel mais se fait lui aussi surpasser par l'alien qui se replie finalement en s'emparant de la deuxième Boîte-Mère.
À Central City, Barry Allen, alias le Flash, mène une vie ordinaire en effectuant plusieurs jobs pour pouvoir se payer des études de droit, dans l'espoir de faire sortir son père de prison où il purge une peine pour un crime qu'il n'a pas commis. Après avoir sauvé une femme d'un accident mortel pendant un entretien d'embauche, il rentre chez lui et fait la rencontre de Bruce Wayne. Ce dernier lui dit qu'il sait qu'il a des pouvoirs, ce que Barry confirme en esquivant un Batarang grâce à sa vitesse. Découvrant alors que Bruce Wayne est Batman et que celui-ci veut le recruter, Barry accepte sans condition.
De son côté, Diana tente de trouver Victor Stone, alias Cyborg. Ce dernier est un ancien étudiant de génie qui réussissait aussi bien dans ses études qu'au football américain. Mais un accident va tuer sa mère et le blesser grièvement sans espoir de pouvoir reprendre sa vie d'avant. Son père, le directeur de S.T.A.R. Labs, va alors utiliser le pouvoir d'une Boîte-Mère pour sauver la vie de Victor et lui donner un corps cybernétique. Le jeune homme est cependant brisé mentalement et est incapable de pardonner son père face à ses absences répétées qui ont, d'après lui, conduit à cette situation. Mais Silas révèle à son fils les capacités que ce dernier a obtenues, à savoir un contrôle numérique total, pouvant s'infiltrer dans n'importe quel système et le contrôler comme bon lui semble, en plus d'aptitudes physiques renforcées. Victor finit par rencontrer Diana qui tente de le convaincre de rejoindre leur cause mais ce dernier, hésitant, décide de partir. Il enterre alors la dernière Boîte-Mère, en sa possession, dans sa tombe.
Bruce et Barry rejoignent Diana à Gotham qui les prévient que Victor a besoin de temps pour réfléchir et aperçoivent le Bat-Signal au loin, déclenché par le Commissaire Gordon. Ce dernier, averti de la présence des Paradémons à Gotham et Metropolis, décide de prévenir les 3 protagonistes que 8 scientifiques ont déjà été kidnappés. Victor arrive à son tour et les prévient que son père a lui aussi été enlevé. Ils en déduisent que l'envahisseur a bâti une base dans les tunnels d'aération entre l'île de Stryker et Gotham et que les disparus doivent y être. Arrivant sur place, les 4 héros affrontent Steppenwolf et les Paradémons tout en arrivant à sauver les scientifiques. En revanche, malgré les efforts de Wonder Woman et de Cyborg, qui a pris le contrôle du Knightcrawler (le véhicule de combat de Batman), Steppenwolf parvient à se retirer juste au moment où l'impact d'une roquette provoque l'inondation du Tunnel, situé en dessous du port de Gotham. Grâce à l'arrivée d'Aquaman qui retarde l'inondation du Tunnel, l'équipe arrive à sortir de là. Arthur prévient les autres que Steppenwolf s'est déjà emparé de la deuxième Boîte-Mère. Alors que les héros pensent que Steppenwolf peut s'être emparé de la dernière boîte, Cyborg arrive avec celle-ci et leur révèle qu'il en est le gardien. Leur expliquant pourquoi la troisième boîte est en sa possession ainsi que ses pouvoirs de restructurer n'importe quoi selon la volonté de son utilisateur, l'équipe en vient à la conclusion que la Boîte-Mère pourrait ressusciter Superman.
À Metropolis, Lois Lane est anéantie par la mort de Clark et peine à reprendre une vie normale. Elle se rend régulièrement sur le monument de Heroes Park et passe le reste du temps à se morfondre chez elle. C'est alors qu'elle reçoit la visite de Martha Kent, la mère de Superman, lui disant qu'elle sait ce qu'elle ressent et que Lois doit retourner dans le monde des vivants. Lorsqu'elle sort de l'appartement de Lois, Martha se révèle être Calvin Swanwick, qui est en réalité Martian Manhunter.
De retour à son bastion, Steppenwolf est intrigué par l'appel des 2 Boîtes-Mères en sa possession et est pris d'une vision. Il découvre que l'Équation de l'Anti-Vie, le pouvoir absolu visant à anéantir toute forme de volonté que Darkseid cherchait à obtenir lors de sa première invasion, est sur Terre et décide d'informer Desaad de cette révélation. Darkseid fait alors son apparition et promet de laisser rentrer Steppenwolf sur Apokolips, à condition qu'il achève sa conquête de la Terre.
Emmenant le corps de Superman dans le vaisseau kryptonien, les 5 héros préparent sa résurrection en se servant des capacités cybernétiques de Victor et de la vitesse de Barry, qui génère une électricité suffisante pour réveiller la Boîte-Mère. Mais juste avant d'activer le processus, Cyborg est pris d'une vision cauchemardesque (nommée Knightmare) où Darkseid parvient à conquérir la Terre en tuant Wonder Woman et Aquaman et à s'emparer de l'Équation de l'Anti-Vie. Superman finit par succomber au contrôle de Darkseid à la suite de la mort de Lois et parvient à tuer Batman, menant à la destruction de la résistance. Malgré cette vision, la résurrection de Clark est quand même engagée mais tout ne se passe pas comme prévu. Déboussolé après son réveil, Superman s'en prend à la ligue des Justiciers et la bat facilement. Batman arrive à son tour et ne doit sa survie qu'à l'arrivée de Lois que Clark parvient à reconnaître. Attiré par le réveil de la Boîte-Mère, Steppenwolf arrive sur place mais Silas a devancé celui-ci en s'enfermant dans son labo afin de chauffer la Boîte grâce à un canon à électrons, se sacrifiant au passage. Mais l'artefact reste intact et Steppenwolf s'en empare. Affecté par la mort de son père, Cyborg comprend rapidement que son action visait à faire de la Boîte-Mère l'objet le plus chaud sur Terre afin que l'équipe parvienne à la repérer facilement. Ils parviennent à trouver le bastion de Steppenwolf à Pozharnov, une ville russe abandonnée à la suite d'un accident nucléaire et se mettent en route.
À Smallville, Clark récupère progressivement ses souvenirs et est ravi de voir que Lois porte la bague de fiançailles qu'il allait lui offrir. Après avoir retrouvé Lois et sa mère Martha Kent, Superman se prépare au combat et s'envole dans le vaisseau kryptonien pour enfiler un costume noir avant de rencontrer Alfred Pennyworth.
À Pozharnov, les Boîtes-Mères commencent à se synchroniser et la bataille est lancée. Après avoir détruit le dôme protecteur du bastion, Batman affronte l'armée de Paradémons pendant que Flash court autour de la base pour fournir l'énergie suffisante à Cyborg afin qu'il démantèle l'Unité. De leur côté, Wonder Woman et Aquaman affrontent Steppenwolf mais sont incapables de le vaincre. L'arrivée de Superman renverse le cours du combat en leur faveur mais n'empêche pas l'Unité de se synchroniser, provoquant la destruction du monde. Flash, unique survivant du désastre, décide de remonter le temps, tout en fournissant l'énergie suffisante à Cyborg pour qu'il sépare les Boîtes-Mères avec l'aide de Superman. Darkseid, qui a ouvert un tunnel Boom pour voir la bataille, assiste à la défaite de Steppenwolf, qui est alors renvoyé sur Apokolips de manière brutale, décapité par Wonder Woman. Desaad, qui avait prévenu son maître de la défaite de Steppenwolf, reçoit les ordres du Seigneur d'Apokolips, qui a enfin retrouvé le monde qui détient l'Équation de l'Anti-Vie, de rassembler l'armada afin d'attaquer la Terre en se servant des anciennes méthodes.
Les héros retrouvent tous leur vie ordinaire et Bruce décide de rénover le Manoir Wayne pour en faire le quartier général de la Justice League. Martha Kent récupère sa maison qui avait été hypothéquée et Aquaman reçoit les remerciements de Mera et de Vulko. Victor assume enfin sa nouvelle identité de Cyborg et Barry annonce à son père qu'il vient de signer un contrat de travail à la Police de Central City en tant que scientifique.
Par ailleurs, Lex Luthor s'est échappé de l'Asile d'Arkham avec l'aide de Deathstroke à qui il révèle l'identité secrète de Batman pour le remercier. Bruce, quant à lui, subit à nouveau une vision cauchemardesque où il est en présence de Cyborg et Flash, derniers héros de la ligue des justiciers encore en vie, mais aussi de Mera, Deathstroke et surtout le Joker, pour tenter de vaincre Superman. En se réveillant, il fait la rencontre de Martian Manhunter qui le remercie d'avoir uni les plus grands héros de la Terre sous une même bannière, et le prévient de l'arrivée imminente de Darkseid, en lui disant qu'ils doivent se tenir prêts.

## Fiche technique
Sauf indication contraire, les informations mentionnées dans cette section peuvent être confirmées par les bases de données cinématographiques IMDb et Allociné,  présentes dans la section « Liens externes ».
- Titre original et français : Zack Snyder’s Justice League
- Réalisation : Zack Snyder
- Scénario : Chris Terrio, d'après une histoire de Zack Snyder, Chris Terrio et Will Beall, 
  - d'après le personnage Superman créé par Jerry Siegel et Joe Shuster
  - d'après le personnage Batman créé par Bob Kane et Bill Finger
  - d'après le personnage Wonder Woman créé par William Moulton Marston
  - d'après Le Quatrième Monde créé par Jack Kirby
  - d'après la Ligue de justice d'Amérique créé par Gardner Fox
- Musique : Junkie XL
- Direction artistique : David Allday, Ravi Bansal, Helen Jarvis, Jason T. Clark, Lorin Flemming, Matthew Gray, Joseph Hiura, Christian Huband, Paul Laugier, Samuel Leake, Keith Pain, Andrew Palmer, Hayley Easton Street, Su Whitaker et Helen Xenopoulos
- Décors : Patrick Tatopoulos
- Costumes : Michael Wilkinson
- Photographie : Fabian Wagner
- Son : Michael Keller, Eric Beam, Scott Hecker, Andy Koyama , Chuck Michael
- Montage : David Brenner, Dody Dorn et Carlos M. Castillón
- Production : Charles Roven et Deborah Snyder
  - Production déléguée : Ben Affleck, Christopher Nolan, Chris Terrio, Emma Thomas, Wesley Coller, Curtis Kanemoto et Jim Rowe
  - Coproduction : Marianne Jenkins, Tamara Watts Kent et Gregor Wilson
- Sociétés de production[8] : Atlas Entertainment, DC Films, DC Entertainment, HBO Max, RatPac-Dune Entertainment, The Stone Quarry, Warner Bros. et Warner Max
- Société de distribution : HBO Max (États-Unis VOD) ; Crave (Canada VOD) ; Warner Bros. France (France)
- Budget : 370 millions de $ (300 millions de $ pour le film de 2017 + 70 millions de $ pour compléter les effets numériques et le nouveau montage[9])
- Pays de production :  États-Unis
- Langues originales : anglais, français, islandais
- Format[10] : couleur - 35 mm / D-Cinema / Vidéo (UHD) - 1,33:1 - son Dolby Digital | Dolby Atmos | Dolby Surround 7.1 | IMAX 12-Track | Auro 11.1 | Sonics-DDP | DTS (DTS: X)
- Genre : action, aventures, fantastique, science-fiction, super-héros,
- Durée : 242 minutes
- Dates de sortie[11] :
  - États-Unis : 18 mars 2021 (sur HBO Max)
  - Canada, Québec : 18 mars 2021 (sur Crave)
  - France, Belgique : 18 mars 2021 (en vidéo à la demande) ; 31 mars 2021 (en location)
- Classification[12] :
  - États-Unis : interdit aux moins de 17 ans (R – Restricted)[Note 2]
  - France : interdit aux moins de 12 ans
  - Québec : 13 ans et plus (13+ / 13 years and over)

## Distribution
Sauf indication contraire, les informations mentionnées dans cette section peuvent être confirmées par les bases de données cinématographiques IMDb et Allociné,  présentes dans la section « Liens externes ».
- Ben Affleck (VF : Boris Rehlinger) : Bruce Wayne / Batman
- Gal Gadot (VF : Ingrid Donnadieu) : Diana Prince / Wonder Woman
- Ray Fisher (VF : Mexianu Medenou) : Victor Stone / Cyborg
- Jason Momoa (VF : Xavier Fagnon) : Arthur Curry / Aquaman
- Ezra Miller (VF : Gauthier Battoue) : Barry Allen / Flash
- Henry Cavill (VF : Adrien Antoine) : Clark Kent / Kal-El / Superman
- Amy Adams (VF : Caroline Victoria) : Lois Lane
- Jeremy Irons (VF : Edgar Givry) : Alfred Pennyworth
- Diane Lane (VF : Hélène Chanson) : Martha Kent (en)
- Connie Nielsen (VF : Marjorie Frantz) : reine Hippolyte des Amazones
- J. K. Simmons (VF : Jean Barney) : commissaire James Gordon
- Ciarán Hinds (capture de mouvement et voix) (VF : Féodor Atkine) : Steppenwolf
- Jesse Eisenberg (VF : Donald Reignoux) : Lex Luthor
- Joe Morton (VF : Thierry Desroses) : Dr Silas Stone (en)
- Amber Heard (VF : Chloé Berthier) : Mera
- David Thewlis : Arès
- Kiersey Clemons (VF : Ludivine Maffren) : Iris West
- Billy Crudup (VF : Fabrice Josso) : Henry Allen
- Harry Lennix (VF : Daniel Njo Lobé) : ministre de la Défense Calvin Swanwick / J'onn J'onzz / le Limier Martien (Martian Manhunter en VO)
- Willem Dafoe (VF : Éric Herson-Macarel) : Nuidis Vulko (en)
- Zheng Kai (en) : Ryan Choi / Atom
- Karen Bryson : Dr Elinore Stone
- Jared Leto (VF : Paolo Domingo) : Joker
- Julian Lewis Jones : roi Atlan
- Ray Porter (en) (capture de mouvement et voix) : Uxas / Darkseid
- Francis Magee : ancien roi des Hommes
- Joe Manganiello (VF : Arnaud Arbessier) : Slade Wilson / Deathstroke
- Peter Guinness (capture de mouvement et voix) (VF : Philippe Duclos) : DeSaad (en)
- Robin Atkin Downes (capture de mouvement et voix) : Doomsday
- Sergi Constance : Zeus
- Marc McClure : officier Ben Sadowsky
- Kobna Holdbrook-Smith (VF : Jean-Baptiste Anoumon) : inspecteur Crispus Allen
- Lisa Loven Kongsli : Menalippe
- Doutzen Kroes : Venelia
- Eleanor Matsuura : Epione
- Robin Wright : générale Antiope (caméo)
- Ágústa Eva Erlendsdóttir : une des jeunes femmes islandaises
- Ingvar E. Sigurðsson : maire du village islandais
- Robbie Gee : chef de la brigade d'intervention à Londres
- Michael McElhatton : leader terroriste
- John Dagleish : un terroriste
- Jérôme Pradon : conservateur du Louvre
- Bruce Lester-Johnson : un gardien de prison
- Kevin Costner (VF : Bernard Lanneau) : Jonathan Kent (voix et photographique)
- Russell Crowe (VF : Emmanuel Jacomy) : Jor-El (voix)
- Carla Gugino (VF : Marion Valantine) :  Kelor (en),  ordinateur du vaisseau kryptonien (voix)
- Zack Snyder : un homme au café derrière Lois Lane (caméo[13])
- n/a : Mamie Bonheur

## Accueil

### Accueil critique
La version originale de Justice League reçoit un accueil critique favorable avec la note de 71 % sur le site américain Rotten Tomatoes.
Pour la plupart des critiques, cette version améliore le film, permettant d'approfondir les personnages, mais certains estiment que la durée du film, allongée de 122 minutes, est excessive,,.

## Distinctions
Entre 2021 et 2022, le film Zack Snyder's Justice League a été sélectionné 7 fois dans diverses catégories et a remporté 1 récompense.

### Récompenses
- Oscars 2022 : Oscar du meilleur moment de joie pour Flash entre dans la Speed Force.

### Nominations
- Cercle féminin des critiques de cinéma 2021 : Meilleure héroïne dans un film d'action pour Gal Gadot.
- MTV - Prix du film et de la télévision 2021 : Meilleur combat (combat final contre Steppenwolf).
- Prix Dragon (Dragon Awards) 2021 : Meilleur film de science-fiction ou fantastique pour Zack Snyder.
- Société des critiques de cinéma d'Hawaii (Hawaii Film Critics Society) 2022 : Meilleur film de bande dessinée.
- Super prix du choix des critiques (Critics' Choice Super Awards) 2022[15] : 
  - Meilleur film de super-héros,
  - Meilleure actrice dans un film de super-héros pour Gal Gadot.

## Contexte
Le tournage de Justice League débute en avril 2016 à Londres et s'achève début octobre 2016. Après le tournage, le réalisateur Zack Snyder est contraint de se retirer de la postproduction, en raison du décès de sa fille en mars 2017. Warner Bros. engage alors Joss Whedon pour prendre le relais et relance le tournage. Des reshoots ont lieu pendant environ deux mois, pour un coût supplémentaire estimé à 25 millions de dollars. Le studio impose à Whedon de modifier la quasi-totalité du film et de le faire durer moins de deux heures, coupant la majeure partie du travail de Snyder.
Au générique de Justice League, Zack Snyder reste crédité comme l'unique réalisateur du film mais rejettera par la suite la version sortie au cinéma, ne la considérant pas comme le film qu'il a réalisé.
Le film de 2017 est un échec critique. Sur le plan commercial, le film n'est pas un échec total mais les résultats sont décevants : pour un budget estimé à 300 millions de dollars le film récolte 657 924 295 $ dans le monde,.
Après la sortie du film, de nombreux détails de la production chaotique du film ainsi que la vision de départ de Snyder, bien loin du film sorti en salles, sont dévoilés sur Internet. C'est alors que de nombreux fans expriment leur intérêt pour qu'un montage alternatif plus fidèle à la vision originale de Snyder soit réalisé. Cette volonté est même soutenue par des acteurs du film (Ben Affleck, Ciarán Hinds, Gal Gadot, Jason Momoa, Ray Fisher) à l’occasion des deux ans de la sortie en salles. Sur Twitter ce jour-là, le hashtag #ReleaseTheSnyderCut (« sortez la Snyder Cut ») est « tweeté » près de 200 000 fois. Cette version hypothétique du film de 2017 est donc surnommée le Snyder Cut. Durant des années, la sortie de cette version est restée improbable au vu des faibles scores au box-office de la version de 2017, mais en mai 2020, à la surprise générale, Zack Snyder annonce que sa version sera bel et bien diffusée sous le nom de Zack Snyder's Justice League sur le service de streaming HBO Max, disponible seulement aux États-Unis pour le moment.
Il est initialement annoncé que la Snyder Cut ne bénéficiera d'aucun tournage supplémentaire. Cependant en septembre 2020, il est révélé que le réalisateur va bel et bien opérer des reshoots et mettre en boite de nouvelles scènes inédites, avec des acteurs de personnages principaux et secondaires, à savoir Jared Leto, Ben Affleck, Joe Manganiello, Amber Heard, Ray Fisher et Ezra Miller .

## Différences avec la version cinéma
Aucune scène de Joss Whedon n'est utilisée. Zack Snyder a par ailleurs confirmé que cette version de Justice League se déroule dans une continuité différente de celle de Whedon. En août 2020, Jason Momoa confirme que le film Aquaman de James Wan, sorti en 2018, se déroule après le Justice League de Snyder et non celui de Whedon .
Cette version se distingue avec sa direction artistique et sa tonalité beaucoup plus sombres et violentes que la version antérieure, volontairement édulcorée à la demande du studio Warner Bros à la suite des reproches faits aux films précédents jugés trop négatifs par certains critiques. Plusieurs scènes d'actions avaient été retirées par Warner Bros. de la version cinéma en raison de leur brutalité. De nombreux visuels et effets spéciaux de la première version de Justice League ne sont pas conservés. C’est également l’étalonnage qui est totalement remanié. Là où Whedon avait donné aux scènes des couleurs très vives et criardes, Snyder a préféré leur attribuer un ton plus désaturé, qui accentue les contrastes et les zones d’ombres, offrant également une harmonie avec l’étalonnage similaire de Man of Steel et Batman v Superman : L'Aube de la justice.
Certains personnages sont exclusifs à cette version, comme Kiersey Clemons qui prête ses traits à Iris West (la future femme de Barry Allen), coupée au montage de la version sortie en salle. Le super-héros Atom fait ses débuts sous les traits de l'acteur Zheng Kai, sous son identité civile : Ryan Choi. Willem Dafoe reprend le rôle du mentor Nuidis Vulko qu'il tenait déjà dans le film Aquaman. Superman revient aux côtés de la Justice League avec son emblématique costume noir de résurrection. Harry Lennix interprète de nouveau le général Calvin Swanwick. Peter Guinness incarne DeSaad, un haut conseiller d'Apokolips. Mamie Bonheur, une tueuse professionnelle, apparaît également. Darkseid qui était rapidement mentionné dans la version 2017 est aussi présent.
En septembre 2020, il est annoncé que de nouvelles scènes seront tournées, certains des acteurs principaux reprennent leurs rôles, comme Ben Affleck, Ray Fisher ou encore Amber Heard. Ainsi, le film dont le tournage avait débuté en 2016 se voit affublé d'un reshoot de scènes inédites en 2020, quatre ans et une version sortie au cinéma plus tard. En février 2021, la productrice Deborah Snyder confirme que les reshoots concernent en majeure partie la séquence du Knightmare, la vision apocalyptique de Batman (« knightmare » est un mélange du mot anglais « nightmare » voulant dire cauchemar, et de « knight » voulant dire chevalier et faisant référence au surnom de chevalier noir de Batman, « the Dark Knight »). Seulement quelques minutes supplémentaires de scènes ont été retournées par Zack Snyder afin de proposer une nouvelle fin ainsi qu'une nouvelle séquence dans le cauchemar de Bruce Wayne, annonciateur de potentielles suites prenant place dans cette réalité .
Le 21 octobre 2020, le retour de Jared Leto dans le rôle du Joker (déjà apparu dans Suicide Squad) est annoncé. L'ajout du personnage qui ne faisait initialement pas partie du film, a lieu pendant le tournage de cette fameuse séquence au sein du Knightmare,. Le retour d'Amber Heard dans le rôle de Mera est également annoncé ,. En plus de ce tournage additionnel, Snyder a également incorporé quelques plans de rush non utilisés des films précédents. Par exemple, les plans de Superman, sous les traits d'Henry Cavill, lors de la vision apocalyptique de Cyborg, sont issus de Man of Steel, tandis que son arrivée dans la séquence du Knightmare viennent eux de Batman v Superman.
Le personnage de Cyborg a un rôle beaucoup plus important que dans la version cinéma. Selon Snyder, Cyborg est le « cœur émotionnel » de cette version. Il est le personnage de la ligue qui gagne le plus en développement par rapport à la version cinéma. Pour commencer, plusieurs scènes de flash-back, absentes du film de 2017, nous révèlent le passé de Victor Stone ; son don pour l’informatique et pour le football américain, ainsi que sa relation avec sa mère Elinore Stone, elle aussi coupée de la version cinéma, et des indices sur la rancœur qu’éprouve le personnage vis-à-vis de son père très absent. L’accident presque mortel en voiture que subit le futur Cyborg aux côtés de sa mère est également montré. De nombreuses scènes se déroulant dans un monde informatique, auquel Victor a accès grâce à ses nouveaux pouvoirs, nous révèle l’étendue de la puissance du personnage, qui peut contrôler à sa guise aussi bien des ogives nucléaires que le cours de la bourse.
L’antagoniste principal du film, Steppenwolf, bénéficie d’un redesign total, collant avec le look qu’il arborait déjà dans son apparition lors de la version longue de Batman v Superman : L'Aube de la justice. Il bénéficie d’une apparence plus extraterrestre et d’une armure hérissée de pics, là où la version de 2017 lui avait donné un visage plus humain et une tenue de combat plus conventionnelle. Le personnage gagne aussi en épaisseur grâce aux nombreuses scènes supplémentaires lui étant consacrées, où l'on en apprend plus sur son passé et ses motivations à réunir les trois Boîtes-Mères, voulant racheter ses fautes auprès de son maître Darkseid qu’il a tenté de renverser.
Le 24 octobre, le retour de Joe Manganiello dans le rôle de Deathstroke, est annoncé pour les besoins des reshoots. Il tenait déjà le rôle dans la version cinéma de 2017, mais seulement lors d'une scène post-générique (en partie retournée par Joss Whedon).
La scène de flashback opposant les héros de la Terre contre l'armée d'Apokalips est allongée et se fait face cette fois à Darkseid et non pas Steppenwolf.
On peut également apercevoir un Green Lantern (Kilowog) et les scènes de flashback avec le Green Lantern Yalan Gur pendant la confrontation contre Darkseid sont plus longues.
Harry Lennix, tenant le rôle du personnage de Calvin Swanwick dans Man of Steel et Batman v Superman : L'Aube de la justice participe également aux reshoots pour tourner des scènes qui avaient été prévues par Zack Snyder à l'époque du tournage de 2016 mais dont le studio avait refusé la production. Il est révélé dans cette version du film que le personnage était en fait depuis le début le héros J'onn J'onzz (Martian Manhunter).
Autre changement notable, Superman arbore désormais un costume noir, en référence au comics La Mort de Superman. Dans cette histoire, le personnage ressuscite et revêt une tenue noire et argentée lors de son réveil. Zack Snyder voulait faire revenir Superman dans ce nouveau costume pour marquer le changement d’état d’esprit et émotionnel qu'a subi le personnage entre Batman v Superman : L'Aube de la justice et ce film. Le long-métrage s'ouvre d’ailleurs sur un nouveau point de vue de la mort du personnage, là où la version cinéma débutait avec une interview du héros filmée par des enfants (tournée par Joss Whedon). Il est montré ici que son cri d'agonie est responsable du réveil des Boîtes-Mères, jusque là endormies par crainte de l'Homme d'acier.
La dépression de Lois Lane est une autre partie ayant été retirée de la version cinéma. En effet, il est montré que la journaliste se recueille quotidiennement sur le monument en hommage à Superman et n'arrive plus à retourner travailler au Daily Planet. Il est également insinué qu'elle serait enceinte de Kent. C’est lors d’une discussion avec Martha Kent, en réalité Martian Manhunter déguisé, qu’elle finira par reprendre son avenir en main. Dans la version de 2017, cette scène a été retournée par Joss Whedon. Elle ne se passait plus dans l'appartement de Lois mais dans un bureau de presse. Martha était bien elle-même et non Martian Manhunter et Lois ne souffrait pas d’une dépression et travaillait toujours en tant que journaliste du Daily Planet.
La bataille finale est complètement remaniée. La base de Steppenwolf est maintenant une ville fantôme, contrairement à la version cinéma où les alentours étaient habités avec un ciel rouge. Les héros échouent cette fois-ci à stopper la synchronisation des Boîtes-Mères, et c'est seulement grâce à l’intervention de Flash, qui remonte le temps grâce à sa super-vitesse, que la Justice League l'emporte. Steppenwolf se fait ici décapiter par Wonder Woman, face a Darkseid, là où dans le version de 2017, l’antagoniste se faisait dévorer hors-champ par ses propres parademons et le grand seigneur d’Apokolips n’apparaissait même pas.
Junkie XL compose la musique de la version de Zack Snyder à la place de Danny Elfman pour la version cinéma. Junkie XL était le compositeur initialement choisi mais ses compositions avaient été remplacées par celles de Danny Elfman, après l'arrivée de Whedon sur le projet. Une fois de retour pour la post-production du film, il choisit d'abandonner ses démos originales et de recommencer son travail dès le début. Elfman avait fait le choix de ne reprendre aucune musique des films précédents de Snyder composé par Hans Zimmer et Junkie XL (à l’exception du thème de Wonder Woman bénéficiant d’une réorchestration lors d’une scène), préférant incorporer par exemple le thème de Superman composé par John Williams pour le film du même nom réalisé par Richard Donner ou bien encore celui de Batman qu’il avait composé pour le long-métrage de Tim Burton en 1989. Cependant, ces choix ont été qualifiés de surprenant voir d’étranges, car ces thèmes ayant été composés à la base pour des itérations totalement différentes de ces super-héros. Junkie XL, dans cette nouvelle version, a donc quant à lui préféré reprendre les thèmes composés par Zimmer et lui-même lors des précédents et ainsi renforcer la cohérence musicale entre les trois films de Snyder.
D'un point de vue visuel, cette version se distingue par son format 4/3 qui propose ainsi une image plus carrée que la version sortie en salles. Le film de 2017 avait zoomé et recadré les plans pour proposer un format 16/9 standard, qu’ont la plupart des blockbusters. La Snyder Cut propose donc le format original, sans aucun recadrage, donnant cet aspect carré, et jusque là jamais vu pour un film d’un tel budget.
En ce qui concerne le doublage français, tous les acteurs sont doublés par leurs voix régulières, à l'exception de Jeremy Irons, doublé en français dans la Snyder Cut par Edgar Givry, qui remplace Bernard Tiphaine (lequel avait doublé Jeremy Irons dans la version cinéma), ce dernier ayant pris sa retraite en 2018. Contrairement à la version cinéma, aucun doublage québécois n'a été réalisé pour cette version.

## Inspirations
Le scénario s'inspire fortement du comics Justice League : Aux Origines de Geoff Johns (nommé en 2016 par Warner Bros à la tête de DC Films et producteur du film Justice League) et Jim Lee (qui a réalisé des story-boards pour le film et sa suite quand elle était encore en préparation), à travers les points communs suivants : « le match de football américain de Victor Stone et sa relation avec son père ; Batman enquêtant pour savoir ce qui se passe et s'imposant naturellement comme le leader de l'équipe ; Wonder Woman qui sauve les citoyens de son côté avant de se mêler aux autres, Aquaman qui vient les aider, ou le fait de relier les origines de la Justice League avec l'invasion de Darkseid ».
Le costume noir que revêt Superman dans la dernière partie du film est une autre inspiration puisé dans le comics La Mort de Superman. Dans ce récit de l’homme d’acier, le personnage ressuscite également comme dans le film après avoir été tué par Doomsday et arbore une tenue noire et argentée lui permettant de se régénérer.
La résistance menée par Batman et plusieurs superhéros survivants contre un Superman devenu méchant fait énormément écho au jeu vidéo Injustice ainsi qu'au comics inspiré de ce dernier. Les œuvres ont en commun de mettre en scène un Clark Kent devenu un superméchant traquant Bruce Wayne et ses alliés, qui sont seuls capables de s’opposer à lui.

## Diffusion
Une première bande-annonce est dévoilée le 23 août 2020 lors du DC Fandome, avec la chanson Hallelujah.
Zack Snyder annonce une sortie du film pour le 18 mars 2021 sur HBO Max aux États-Unis et via HBO Go dans le reste du monde excepté pour la Chine et le Japon.
Au Canada, il fut diffusé le 19 ou le 20 mars 2021 sur les chaines Super Écran en français et sur Crave pour l'anglais
En France, DC Comics France annonce sur Twitter une sortie française pour le 22 avril 2021, sans préciser le moyen de diffusion. Quelques semaines plus tard, le même compte Twitter annonce finalement un avancement de la date et une sortie en simultanée avec le reste du monde, le 18 mars 2021, en VF et VOST. D'abord disponible seulement à l'achat et à la location numérique, une sortie en DVD et Blu-ray est annoncée pour le 9 juin 2021.
Le film est disponible en France sur iTunes, Apple TV+, Prime Video, UniversCiné, Google Play, YouTube, Orange, Canal VOD et Rakuten TV le 18 mars 2021 à l'achat numérique puis disponible à la location à partir du 31 mars 2021.
Il compte plus de 100 000 achats en moins d'une semaine en France, un record pour un film sorti directement en VOD.
En Chine, le visionnage du film dépasse les 250 millions de vues en 5 jours.

## Projet de suite
Warner Bros déclara que la Snyder Cut est une impasse narrative car aucune suite n'est prévue. Zack Snyder quant à lui a dit plusieurs fois en interviews qu'il reviendrait finir sa trilogie de films Justice League si le studio l'appelait,.

### Plan original de la TrilogieJustice League
En février 2021, des story-boards révélés dans l'exposition The Dreamscapes Of Zack Snyder's Justice League Exhibition dévoilèrent le plan conçu par Chris Terrio et Zack Snyder en 2014-2015. Le plan devait prendre place dans un arc narratif de cinq films, dont une trilogie Justice League. Le Snyder Cut est donc le troisième film de cet arc qui subit des modifications. Les story-boards étaient des ébauches et étaient conçus dans l'optique où The Flash et The Batman devaient sortir en 2018, chacun introduisant de nouveaux personnages.
Dans le second volet de la trilogie Justice League, il est révélé que Lex Luthor recrute pour son Injustice League, composée de Docteur Poison, Ocean Master, Black Manta et Captain Cold. Batman apprit par Edward Nygma que Lex Luthor convoite l'équation d'Anti-Vie, une formule capable de manipuler tout être vivant. Luthor rassembla les trois Boîtes Mères pour s'emparer de l'équation mais apparaît alors Darkseid, ce dernier veut soumettre Superman pour ses plans de conquête. Le point de divergence chronologique qui sera utilisé pour le troisième volet apparaît ici, Bruce Wayne n'écoute pas Lois Lane qui avait enquêté sur les plans de Luthor et le danger imminent. Darkseid tue Lois Lane et utilisa l'équation pour contrôler Superman. En même temps, Luthor activa l'Injustice League, Wonder Woman et Aquaman furent éliminés, Batman, Cyborg et Flash s'échappèrent in-extremis. Luthor pense avoir gagné mais se fait assassiner par Superman. Le film se termine cinq ans plus tard, Batman et un groupe de survivant tentent de s'adapter au monde post-apocalyptique contrôlé par Darkseid et les paradémons, le « Knightmare ».
Dans le troisième film, Hal Jordan (le Green Lantern Corps fut quasiment exterminé par Darkseid) rejoignit le groupe de survivant composé de Batman, Deadshot — le Snyder Cut le remplaça par Deathstroke —, Flash, Mera et Cyborg. Le but est d'envoyer Flash dans le passé mais seule une tentative par an est permise et il ne peut retourner dans le passé que pour quelques secondes. Ils volèrent une boite-mère pour accomplir la manœuvre ce qui attira l'attention de Superman à la merci de Darkseid qui tua violemment tous les membres sauf Flash qui parvint à transmettre le message au Bruce Wayne du passé, l'informant qu'il attendait un enfant avec Lois Lane, il eut une relation avec elle après la mort de Superman et au lieu de se brouiller et de rester sourd à ses appels, il l'écouta attentivement et put recevoir l'avertissement qui lui révéla la machination de l'Injustice League. Superman modifia le cours des choses, sauva Lane et les autres membres de la Justice League. La bataille finale eu lieue avec les armées de Darkseid contre les héros, les humains, les Amazones, Atlantis et plusieurs Green Lantern. Darkseid est vaincu au prix du sacrifice de Batman, ce dernier perdant donc sa vie. Wonder Woman devint reine des Amazones, Aquaman unifia Atlantis, Cyborg devint un demi-Dieu et Superman éleva avec Lane l'enfant qu'elle eu avec Bruce Wayne. Vingt ans plus tard, cet enfant reprit la relève et devint Batman.